# Частій Микола Андрійович
Микола Андрійович Частій (7 квітня 1905, Валки на Харківщині — 18 листопада 1962) — співак-бас. Народний артист УРСР, лауреат Державної премії СРСР 1950 року.

## Життєпис
Музичну освіту здобув у Харківському музично-драматичному інституті.
Соліст театрів опери та балету в Харкові (1930 — 1935), Києві (1935 — 1941 і 1944 — 1958) та в Тбілісі (1941 — 1944).

## Партії
- Виборний («Наталка Полтавка» Миколи Лисенка);
- Кривоніс і Потоцький («Богдан Хмельницький» Костянтина Данькевича);
- Цангала («Даїсі», Захарія Паліашвілі).

## Вшанування
Від серпня 2023 року у Валках його іменем названо провулок.